# FlatOut: Ultimate Carnage
FlatOut: Ultimate Carnage är ett racingspel och det tredje spelet i FlatOut-serien. Det är utvecklat av Bugbear Entertainment för Windows och Xbox 360.
1. ↑  Steam, 12 september 2003, Steam-ID: 12360, läst: 13 december 2023.[källa från Wikidata]